# Eblisia integra
Eblisia integra är en skalbaggsart som först beskrevs av Schmidt 1889.  Eblisia integra ingår i släktet Eblisia och familjen stumpbaggar. Inga underarter finns listade i Catalogue of Life.